# Vano Il'ič Muradeli
Vano Il'ič Muradeli (Gori, 6 aprile 1908 – Tomsk, 14 agosto 1970) è stato un compositore georgiano.
Di famiglia armena, nel 1946 vinse il Premio Stalin, ma due anni dopo la sua composizione La grande amicizia fu criticata in una risoluzione del Comitato Centrale del Partito Comunista. Nel 1951 vinse nuovamente il Premio Stalin e nel 1968 fu nominato Artista del Popolo.